# Vino rosso vinificato in bianco
La vinificazione del vino può variare notevolmente a seconda se si tratti di un vino bianco, rosso o rosato. È possibile ottenere vini bianchi da uve a bacca nera impedendo alle bucce di entrare in contatto con la polpa e separando le parti solide da quelle liquide. Questo processo è noto come vinificazione in bianco di uve a bacca rossa, ed è comunemente utilizzato per produrre spumanti "Blanc de Noir." Tuttavia, non è possibile ottenere vini rossi da uve a bacca bianca, poiché queste ultime contengono sostanze che producono un colore giallo-verde e non rosso.

## Il colore del vino: origine e processi
Il colore di un vino non è determinato dalla polpa o dal succo dell'uva, che è sempre bianca, anche nelle uve a bacca nera. Le sostanze coloranti responsabili del colore del vino si trovano principalmente nella buccia dell'uva. Queste sostanze vengono rilasciate durante il processo di vinificazione, contribuendo in modo significativo alla colorazione del liquido. Durante e dopo la pigiatura dell'uva, il succo entra in contatto con la buccia, che rilascia le sue sostanze coloranti nel mosto. La durata e l'intensità di questo contatto determinano il colore del vino, che può variare da tonalità più chiare a tonalità più scure.
La vinificazione in rosso prevede un contatto prolungato tra le bucce e il mosto, durante la fase di macerazione. Questo processo permette al liquido di acquisire la colorazione rossa dalle sostanze presenti nella buccia. L'intensità del colore dipende da vari fattori, tra cui la durata della vinificazione, le caratteristiche delle uve e le scelte del produttore.
D'altro canto, la vinificazione in bianco si realizza senza il contatto delle parti solide dell'uva con il mosto. Dopo la pressatura dell'uva, le parti solide e liquide vengono separate immediatamente. In questo modo, si evita che le sostanze coloranti dalla buccia siano assorbite dal liquido, risultando in vini bianchi.

## Vino Bianco da uve rosse
Una delle tecniche di vinificazione permette di ottenere un vino bianco da uva a bacca nera che, al momento del consumo, avrà un colore giallo paglierino simile a un vino bianco tradizionale.
La procedura ideale coinvolge la vendemmia manuale delle uve, la consegna in cantina in cassette con il minimo danno ai grappoli, e la successiva pressatura delicata. Una pressa pneumatica esercita una pressione inferiore a 1 bar per estrarre il succo dagli acini. Se gli acini sono integri e maturi, la pressatura produce un mosto solo leggermente rosato. Questa nota rosata può essere persa spontaneamente durante la fermentazione o rimossa con chiarifiche nelle prime fasi del processo.
Tuttavia, se l'uva non è stata raccolta completamente a mano o è stata schiacciata nonostante le precauzioni, o se l'uva è naturalmente ricca di colore, è necessario utilizzare carbone vegetale decolorante per chiarificare il mosto. Il dosaggio di carbone deve essere attentamente calibrato, poiché un eccesso di carbone può rimuovere il colore ma anche le componenti aromatiche del vino. Di conseguenza, in vendemmia, è essenziale valutare quale sia la dose minima necessaria di carbone da utilizzare per preservare l'aroma del vino. 

### Blanc de Blancs e Blanc de Noirs: origini e significato
Le designazioni "Blanc de Blancs" e "Blanc de Noirs" tradotte letteralmente significano "bianco da uve bianche" e "bianco da uve nere" e sono termini classici utilizzati nell'ambito della produzione di spumanti, originari della regione dello Champagne.
Nella regione dello Champagne, solo il Pinot Noir e il Pinot Meunier, entrambi vitigni a bacca nera, vengono utilizzati per produrre i Blanc de Noirs. Il Pinot Noir predomina nelle zone di Montagne de Reims e nella Côte de Bar, mentre nella Vallée de la Marne è il Pinot Meunier a essere più diffuso. Alcuni dei Cru più prestigiosi dove il Pinot Nero è il protagonista includono Mesnil-sur-Oger e Cramant, dove vengono prodotti Blanc de Noirs di altissima qualità. In Italia, l'Oltrepò Pavese e la Franciacorta sono alcune delle regioni che producono eccellenti Blanc de Noirs.
La tradizione vuole che sia stato l'abate benedettino Dom Pierre Perignon, considerato il "padre dello Champagne", a produrre spumanti vinificando il Pinot Nero in bianco. Questo processo, noto come "sgrondatura", separa il mosto dalle bucce prima che queste rilascino le sostanze responsabili del colore, dando origine al primo Blanc de Noirs. Questi spumanti si caratterizzano per l'intensità, la struttura e la persistenza del vitigno d'origine.
D'altra parte, il termine "Blanc de Blancs" si riferisce a un vino bianco ottenuto da uve a bacca bianca, che nel caso dello Champagne è rappresentato dallo Chardonnay. 
Successivamente, l'espressione "Blanc de Noirs" ha superato i confini dello Champagne ed è comunemente utilizzata in enologia per indicare un vino bianco ottenuto dalla vinificazione in bianco di uve a bacca nera. Tuttavia, l'espressione "Blanc de Blancs" risulta irrilevante o fuorviante al di fuori del contesto dello Champagne, poiché è ovvio che uno Chardonnay o un altro vitigno a bacca bianca sia prodotto vinificando uve a bacca bianca.